# Horst Gruber
Horst Gruber (* 24. September 1972) ist ein österreichischer Fußballspieler und -trainer.

## Karriere

### Als Spieler
Gruber begann seine Karriere beim SK Rapid Wien, wo er im Bundesnachwuchszentrum U18 in der Saison 1990/1991 österreichischer Meister wurde. Anschließend bekam er einen Jugendprofivertrag. Er spielte in der U21 beim SK Rapid Wien. Dort konnte er 1991/1992 erneut die österreichische Meisterschaft erringen. 1988 wurde Gruber als Jahrgangsjüngerer in das U16 Nationalteam Österreichs für die U-17-Europameisterschaft in Spanien einberufen, wo er auf Spieler wie Zinedine Zidane, Christophe Dugarry, Roy Keane oder Hakan Şükür traf. Im darauffolgenden Jahr qualifizierte er sich erneut mit seinem Jahrgang zur für die U-17-Europameisterschaft in Dänemark, wo er als Kapitän fungierte. Wegen Verletzungen wurde er beim SK Rapid Wien nur in einmal, in einem Spiel gegen den DAC Dunajská Streda, in der Kampfmannschaft eingesetzt. Danach folgten diverse Leihstationen: Die Saison 1992/93 verbrachte er beim niederösterreichischen Landesligisten FC Tulln. Zur Saison 1993/1994 wurde er an den Zweitligisten Favoritner AC verliehen. Sein Debüt für den Favoritner AC in der österreichischen zweiten Liga gab er im August 1993, als er am ersten Spieltag der Saison gegen die SV Ried antrat.
Zu Saisonende hatte Gruber 26 torlose Einsätze für den Favoritner AC zu Buche stehen. Der Verein stieg in der Folge in die österreichische Regionalliga ab. Daraufhin folgte eine weitere Leihe: Er wurde an den drittklassigen Vorarlberger Verein Schwarz-Weiß Bregenz verliehen.
Zur Saison 1995/1996 verließ Gruber Rapid Wien fest und schloss sich dem Regionalliga-Ost-Verein Floridsdorfer AC an. Nachdem er mit den Wienern in die Stadtliga abgestiegen war, wechselte er im Sommer 1996 zum Regionalligisten SC Himberg. 1998 schloss Gruber sich dem Stadtligisten Polizei/Feuerwehr an. 2004 konnte er mit dem inzwischen PSV Team für Wien genannten Verein in die dritthöchste Spielklasse aufsteigen.
Nach dem Aufstieg spielte er noch ein halbes Jahr für die PSV, ehe er im Jänner 2005 zum viertklassigen KSV Ankerbrot Montelaa wechselte. Zur Saison 2005/06 ging er zum Ligakonkurrenten SV Essling. Mit Essling musste er zu Saisonende als Tabellenletzter allerdings in die Oberliga absteigen.
2007 wechselte Gruber zum viertklassigen ISS Admira Landhaus. Nach einem Jahr bei Admira Landhaus kehrte er zu Essling zurück. 2009 wechselte in die Reichsbund-Liga zum FC Austria XVII. 2010 folgte ein Engagement beim achtklassigen niederösterreichischen Verein UFC Obritz. Nach einer Saison beim Verein aus Hadres kehrte er im Sommer 2011 zu Austria XVII zurück, das inzwischen an der achtklassigen 3. Klasse teilnahm. Mit Austria XVII konnte er 2012 in die 2. Klasse und 2014 in die 1. Klasse aufsteigen.

### Als Trainer
Gruber begann seine Trainerlaufbahn als Trainer der Amateurmannschaft des Floridsdorfer AC, für den er in der Saison 1995/96 gespielt hatte, die er im September 2015 nach der fünften Runde von Thomas Flögel übernahm.
Im April 2017 übernahm er gemeinsam mit Geschäftsführer Dominik Glawogger den Cheftrainerposten bei den zweitklassigen Profis der Wiener.